# 대이로
대이로(Daei-ro)는 대한민국 경상북도 포항시 남구 대잠동에서 이동을 거쳐 연결하는 도로이다.

## 노선 경로
- 거리 명칭 미상
- 사거리 명칭 미상 - 포스코대로
- 삼거리 명칭 미상 - 이동로